# Мигас, Вацлав
Ва́цлав Мигас (чеш. Václav Migas; 16 сентября 1944, Чехословакия — 23 сентября 2000) — чехословацкий футболист, игравший на позиции защитника. Участник чемпионата мира (1970).

## Биография

### Клубная карьера
Мигас дебютировал в профессиональном футболе, в возрасте 18 лет, за пражскую «Спарту», за которую в дебютном сезоне сыграл три матча. Затем он был призван на военную службу и играл за клуб «Дукла» из Слани, которая выступала во Втором дивизионе.
В 1965 году, вернулся в пражскую «Спарту» и отыграл за неё девять сезонов, став со временем одним из основных защитников команды. В составе «Спарты» он выиграл чемпионат Чехословакии 1967 года и Кубок Чехословакии 1972 года, а также сыграл в чемпионате 155 матчей и забил 5 мячей. Из-за частых травм он долго восстанавливался и выпадал из основного состава, что отразилось на его карьере.
В 1974 году, перешёл в клуб «Виктория Жижков» и отыграл за него два сезона и завершил карьеру игрока.

### Карьера в сборной
Мигас был основным защитником сборной Чехословакии на чемпионате мира 1970 года, на котором сборная Чехословакии проиграла три матча и заняла в группе последнее место Всего за сборную Чехословакии он сыграл 8 матчей, в которых не забил ни одного мяча.

### Смерть
Скончался 23 сентября 2000 года после продолжительной болезни, через неделю после своего 56-летия.

## Достижения
Спарта (Прага)
- Чемпион Чехословакии (1) : 1966/67
- Обладатель Кубка Чехословакии (1) : 1971/72